# Liste der Bodendenkmäler in Auerbach in der Oberpfalz
Auf dieser Seite sind die Bodendenkmäler in der Oberpfälzer Gemeinde Auerbach in der Oberpfalz zusammengestellt. Diese Tabelle ist eine Teilliste der Liste der Bodendenkmäler in Bayern. Grundlage ist die Bayerische Denkmalliste, die auf Basis des Bayerischen Denkmalschutzgesetzes vom 1. Oktober 1973 erstmals erstellt wurde und seither durch das Bayerische Landesamt für Denkmalpflege geführt wird. Die folgenden Angaben ersetzen nicht die rechtsverbindliche Auskunft der Denkmalschutzbehörde.

## Bodendenkmäler der Gemeinde Auerbach in der Oberpfalz

### Gemarkung Auerbach i.d.OPf.
| Lage                         | Objekt | Akten-Nr.     | Bild                       |
| ---------------------------- | --- | ------------- | -------------------------- |
| Auerbach i.d.OPf. (Standort) | Vorgeschichtlicher Opferplatz am Felsturm Rabenfels mit Funden der Urnenfelderzeit und Späthallstatt-/Frühlatènezeit.                                                                                                | D-3-6335-0001 |                            |
| Auerbach i.d.OPf. (Standort) | Bestattungsplatz der Hallstatt- und Frühlatènezeit mit Grabhügeln. | D-3-6335-0003 |                            |
| Auerbach i.d.OPf. (Standort) | Schloss Auerbach Untertägige Befunde des abgebrochenen frühneuzeitlichen Schlosses von Auerbach i.d. Opf, zuvor mittelalterliche Burg.                                                                               | D-3-6335-0004 | Bodendenkmal D-3-6335-0004 |
| Auerbach i.d.OPf. (Standort) | Mittelalterlicher Burgstall. | D-3-6335-0044 |                            |
| Auerbach i.d.OPf. (Standort) | Archäologische Befunde des Mittelalters und der frühen Neuzeit im historischen Stadtkern von Auerbach i.d.Opf. | D-3-6335-0051 |                            |
| Auerbach i.d.OPf. (Standort) | Höhle Vogelherdgrotte (A 86) mit frühlatènezeitlichen Funden. | D-3-6335-0055 | weitere Bilder             |
| Auerbach i.d.OPf. (Standort) | Große Hoher-Ast-Höhle (A 39) mit menschlichen Skelettresten. | D-3-6335-0056 |                            |
| Auerbach i.d.OPf. (Standort) | Höhle Windloch (A 41) mit urnenfelderzeitlichen, hallstattzeitlichen und latènezeitlichen Funden sowie menschlichen Skelettresten.                                                                                   | D-3-6335-0057 | weitere Bilder             |
| Auerbach i.d.OPf. (Standort) | Höhle Fleischkammer (A 130) mit spätlatènezeitlichen und mittelalterlichen Funden. | D-3-6335-0058 |                            |
| Auerbach i.d.OPf. (Standort) | Saugartenhöhle (A 132) mit urnenfelderzeitlichen und späthallstatt-/frühlatènezeitlichen Funden sowie menschlichen Skelettresten.                                                                                    | D-3-6335-0059 |                            |
| Auerbach i.d.OPf. (Standort) | Vorgeschichtlicher Bestattungsplatz mit mindestens drei Grabhügeln. | D-3-6335-0060 |                            |
| Auerbach i.d.OPf. (Standort) | Hallstattzeitlicher Bestattungsplatz mit mindestens einem Grabhügel. | D-3-6335-0061 |                            |
| Auerbach i.d.OPf. (Standort) | Vorgeschichtlicher Bestattungsplatz mit mindestens zwei Grabhügeln. | D-3-6335-0062 |                            |
| Auerbach i.d.OPf. (Standort) | Südliche Saugartenhöhle (A 322) mit urnenfelderzeitlichen und späthallstatt-/frühlatènezeitlichen Funden sowie menschlichen Skelettresten.                                                                           | D-3-6335-0063 |                            |
| Auerbach i.d.OPf. (Standort) | Felsturm Maximiliansfelsen mit Funden der Michelsberger Kultur, der Schnurkeramik, der Bronzezeit, der Urnenfelderzeit, der Hallstattzeit, der Latènezeit und des frühen Mittelalters.                               | D-3-6335-0066 |                            |
| Auerbach i.d.OPf. (Standort) | Vorgeschichtliche Siedlung. | D-3-6335-0067 |                            |
| Auerbach i.d.OPf. (Standort) | Archäologische Befunde des Mittelalters und der frühen Neuzeit im Bereich der Katholischen Stadtpfarrkirche St. Johann Baptist in Auerbach i.d.Opf., darunter die Spuren von Vorgängerbauten bzw. älterer Bauphasen. | D-3-6335-0069 |                            |
| Auerbach i.d.OPf. (Standort) | Archäologische Befunde der frühen Neuzeit im Bereich der Katholischen Friedhofskirche St. Helena in Auerbach. | D-3-6335-0073 |                            |
| Auerbach i.d.OPf. (Standort) | Archäologische Befunde des Mittelalters und der frühen Neuzeit im Bereich der Katholischen Spitalkirche St. Katharina in Auerbach i.d.Opf., darunter die Spuren von Vorgängerbauten bzw. älterer Bauphasen.          | D-3-6335-0074 |                            |
| Auerbach i.d.OPf. (Standort) | Untertägige Befunde der spätmittelalterlichen und frühneuzeitlichen Stadtbefestigung von Auerbach i.d.Opf. | D-3-6335-0075 |                            |

### Gemarkung Degelsdorf
| Lage                  | Objekt                                                          | Akten-Nr.     | Bild |
| --------------------- | --------------------------------------------------------------- | ------------- | ---- |
| Degelsdorf (Standort) | Hallstattzeitlicher Bestattungsplatz mit verebneten Grabhügeln. | D-3-6235-0002 |      |
| Degelsdorf (Standort) | Mittelalterliche und neuzeitliche Wüstung Schleichershof.       | D-3-6235-0020 |      |
| Degelsdorf (Standort) | Wüstung Schleifmühle.                                           | D-3-6235-0054 |      |
| Degelsdorf (Standort) | Wüstung Burgstallmühle.                                         | D-3-6335-0040 |      |

### Gemarkung Gunzendorf
| Lage                  | Objekt | Akten-Nr.     | Bild                       |
| --------------------- | --- | ------------- | -------------------------- |
| Gunzendorf (Standort) | Bestattungsplatz der Hallstatt- und Frühlatènezeit mit Grabhügeln. | D-3-6235-0001 |                            |
| Gunzendorf (Standort) | Mittelalterlicher Burgstall. Siehe auch: Burgstall Gunzendorf | D-3-6235-0003 | Bodendenkmal D-3-6235-0003 |
| Gunzendorf (Standort) | Archäologische Befunde des Mittelalters und der frühen Neuzeit im Bereich der Katholischen Pfarrkirche St. Ägidius in Gunzendorf, darunter die Spuren von Vorgängerbauten bzw. älterer Bauphasen. | D-3-6235-0038 |                            |

### Gemarkung Michelfeld
| Lage                  | Objekt | Akten-Nr.     | Bild |
| --------------------- | --- | ------------- | ---- |
| Michelfeld (Standort) | Mittelalterlicher Burgstall. | D-3-6235-0004 |      |
| Michelfeld (Standort) | Archäologische Befunde des Mittelalters und der frühen Neuzeit im Bereich des ehemaligen Benediktinerklosters Michelfeld, darunter die Spuren von Vorgängerbauten bzw. älteren Bauphasen der ehemalige Benediktinerabteikirche und jetzigen Katholischen Pfarrkirche St. Johannes Evangelist, der Klostergebäude und der Befestigungsanlage. | D-3-6235-0011 |      |
| Michelfeld (Standort) | Archäologische Befunde des Mittelalters und der frühen Neuzeit im Bereich der Katholischen Friedhofs- und ehemalige Pfarrkirche St. Leonhard in Michelfeld, darunter die Spuren von Vorgängerbauten bzw. älteren Bauphasen. | D-3-6235-0012 |      |
| Michelfeld (Standort) | Archäologische Befunde der abgegangenen mittelalterlichen Kirche St. Nikolaus in Pferrach. | D-3-6235-0022 |      |
| Michelfeld (Standort) | Schanze der Kurbayerischen Landesdefensionslinien (1702/1703). | D-3-6335-0084 |      |
| Michelfeld (Standort) | Schanze der Kurbayerischen Landesdefensionslinien (1702/1703). | D-3-6335-0085 |      |

### Gemarkung Nasnitz
| Lage               | Objekt                                                                                      | Akten-Nr.     | Bild           |
| ------------------ | ------------------------------------------------------------------------------------------- | ------------- | -------------- |
| Nasnitz (Standort) | Höhlen und Abris im Hühnerberg (A 266) mit Funden des Mesolithikums und der Frühlatènezeit. | D-3-6235-0013 |                |
| Nasnitz (Standort) | Hanslhöhle (A 91) mit vorgeschichtlichen und mittelalterlichen Funden.                      | D-3-6235-0014 | weitere Bilder |

### Gemarkung Ranna
| Lage             | Objekt | Akten-Nr.     | Bild                       |
| ---------------- | --- | ------------- | -------------------------- |
| Ranna (Standort) | Mesolithische Freilandstation. | D-3-6335-0032 |                            |
| Ranna (Standort) | Mesolithische Freilandstation. | D-3-6335-0033 |                            |
| Ranna (Standort) | Mesolithische Freilandstation, neolithische Siedlung.                                                                                           | D-3-6335-0034 |                            |
| Ranna (Standort) | Untertägige Befunde des spätmittelalterlichen und frühneuzeitlichen Eisenhammers Rauhenstein.                                                   | D-3-6335-0035 |                            |
| Ranna (Standort) | Hammersitz Ranna Untertägige Befunde des abgegangenen spätmittelalterlichen und frühneuzeitlichen Eisenhammers Ranna mit zugehörigem Adelssitz. | D-3-6335-0048 | Bodendenkmal D-3-6335-0048 |
| Ranna (Standort) | Wüstung Pechhof. | D-3-6335-0071 |                            |
| Ranna (Standort) | Freilandstation des Mesolithikums und Siedlung des Neolithikums.                                                                                | D-5-6335-0015 |                            |

### Gemarkung Steinamwasser
| Lage                     | Objekt                                                                               | Akten-Nr.     | Bild                       |
| ------------------------ | ------------------------------------------------------------------------------------ | ------------- | -------------------------- |
| Steinamwasser (Standort) | Mittelalterlicher Burgstall. Siehe auch: Burgstall Festenberg                        | D-3-6235-0005 | Bodendenkmal D-3-6235-0005 |
| Steinamwasser (Standort) | Archäologische Befunde im Bereich der mittelalterlichen Burgruine von Steinamwasser. | D-3-6235-0006 |                            |
| Steinamwasser (Standort) | Höhle A 93 mit vorgeschichtlichen Funden.                                            | D-3-6235-0009 |                            |
| Steinamwasser (Standort) | Vorgeschichtlicher Bestattungsplatz mit mindestens einem Grabhügel.                  | D-3-6235-0021 |                            |
| Steinamwasser (Standort) | Abschnittsbefestigung vor- und frühgeschichtlicher Zeitstellung.                     | D-3-6235-0058 |                            |

### Gemarkung Zogenreuth
| Lage                  | Objekt | Akten-Nr.     | Bild |
| --------------------- | --- | ------------- | ---- |
| Zogenreuth (Standort) | Schloss Zogenreuth Archäologische Befunde des abgegangenen frühneuzeitlichen Schlosses von Zogenreuth, zuvor mittelalterliche Burg. | D-3-6235-0008 |      |